# 제48회 백상예술대상
제48회 백상예술대상은 2012년 4월 26일에 열린 시상식이다.

## 수상 및 후보

### 영화 대상
- 범죄와의 전쟁 : 나쁜놈들 전성시대

### 영화 작품상
- 부러진 화살
- 써니
- 완득이
- 화차

### 영화 감독상
- 화차 - 변영주 수상
- 범죄와의 전쟁 : 나쁜놈들 전성시대 - 윤종빈
- 완득이 - 이한
- 러브픽션 - 전계수
- 부러진 화살 - 정지영

### 영화 시나리오상
- 러브픽션 - 전계수 수상
- 고지전 - 박상연
- 모비딕 - 박인제
- 범죄와의 전쟁 : 나쁜놈들 전성시대 - 윤종빈
- 부러진 화살 - 한현근, 정지영

### 영화 신인감독상
- 체포왕 - 임찬익 수상
- 티끌모아 로맨스 - 김정환
- 모비딕 - 박인제
- 점박이:한반도의 공룡3D - 한상호
- 카운트다운 - 허종호

### 영화 남자최우수연기상
- 부러진 화살 - 안성기 수상
- 도가니 - 공유
- 완득이 - 김윤석
- 최종병기 활 - 박해일
- 범죄와의 전쟁 : 나쁜놈들 전성시대 - 최민식

### 영화 여자최우수연기상
- 댄싱퀸 - 엄정화 수상
- 화차 - 김민희
- 오싹한 연애 - 손예진
- 써니 - 심은경
- 통증 - 정려원

### 영화 남자신인연기상
- 범죄와의 전쟁 : 나쁜놈들 전성시대 - 김성균 수상
- 원더풀 라디오 - 이광수
- 건축학개론 - 이제훈
- 특수본 - 주원

### 영화 여자신인연기상
- 건축학개론 - 수지 수상
- 써니 - 강소라
- 파파 - 고아라
- 범죄와의 전쟁 : 나쁜놈들 전성시대 - 김혜은
- 댄싱퀸 - 오나라

### 영화 남자인기상
- 너는 펫 - 장근석 수상
- 고지전 - 고수
- 고지전 - 고창석
- 도가니 - 공유
- 통증 - 권상우
- 최종병기 활 - 김무열
- 완득이 - 김윤석
- 최종병기 활 - 류승룡
- 체포왕 - 박중훈
- 최종병기 활 - 박해일
- 의뢰인 - 박희순
- 오직 그대만 - 소지섭
- 하울링 - 송강호
- 티끌모아 로맨스 - 송중기
- 고지전 - 신하균
- 부러진 화살 - 안성기
- 퍼펙트 게임 - 양동근
- 특수본 - 엄태웅
- 마이웨이 - 오다기리 죠
- 블라인드 - 유승호
- 완득이 - 유아인
- 풍산개 - 윤계상
- 퀵 - 이민기
- 체포왕 - 이선균
- 원더풀 라디오 - 이정진
- 건축학개론 - 이제훈
- 마이웨이 - 장동건
- 의뢰인 - 장혁
- 카운트다운 - 정재영
- 화차 - 조성하
- 퍼펙트 게임 - 조승우
- 특수본 - 주원
- 가비 - 주진모
- 범죄와의 전쟁 : 나쁜놈들 전성시대 - 최민식
- 범죄와의 전쟁 : 나쁜놈들 전성시대 - 하정우
- 댄싱퀸 - 황정민

### 영화 여자인기상
- 써니 - 강소라 수상
- 완득이 - 강별
- 파파 - 고아라
- 러브픽션 - 공효진
- 풍산개 - 김규리
- 화차 - 김민희
- 가비 - 김소연
- 고지전 - 김옥빈
- 블라인드 - 김하늘
- 써니 - 남보라
- 최종병기 활 - 문채원
- 고양이: 죽음을 보는 두 개의 눈 - 박민영
- 써니 - 박진주
- 오싹한 연애 - 손예진
- 오늘 - 송혜교
- 건축학개론 - 수지
- 푸른소금 - 신세경
- 써니 - 심은경
- 댄싱퀸 - 엄정화
- 댄싱퀸 - 오나라
- 완벽한 파트너 - 윤채이
- 하울링 - 이나영
- 원더풀 라디오 - 이민정
- 커플즈 - 이시영
- 커플즈 - 이윤지
- 카운트다운 - 전도연
- 통증 - 정려원
- 퍼펙트 게임 - 최정원
- 티끌모아 로맨스 - 한예슬
- 오직 그대만 - 한효주

### TV 대상
- 뿌리깊은 나무

### TV 작품상(드라마)
- 해를 품은 달
- 공주의 남자
- 브레인
- 뿌리깊은 나무
- 최고의 사랑

### TV 작품상(예능)
- 개그 콘서트
- 나는 가수다
- 짝
- K팝 스타
- 해피 선데이

### TV 작품상(교양)
- 문명과 수학
- KBS 사이언스 대기획 인간탐구 3부작 기억
- 성탄특집 SBS 스페셜 기적의 하모니
- 남극의 눈물
- 다르마

### TV 연출상
- 공주의 남자 - 김정민, 박현석 수상
- 해를 품은 달 - 김도훈, 이성준
- 반짝반짝 빛나는 - 노도철
- 브레인 - 유현기
- 뿌리깊은 나무 - 장태유, 신경수

### TV 극본상
- 뿌리깊은 나무 - 김영현, 박상연 수상
- 브레인 - 윤경아
- 공주의 남자 - 조정주, 김욱
- 빛과 그림자 - 최완규
- 최고의 사랑 - 홍정은, 홍미란

### TV 남자최우수연기상
- 해를 품은 달 - 김수현 수상
- 공주의 남자 - 박시후
- 브레인 - 신하균
- 최고의 사랑 - 차승원
- 뿌리깊은 나무 - 한석규

### TV 여자최우수연기상
- 최고의 사랑 - 공효진 수상
- 여인의 향기 - 김선아
- 반짝반짝 빛나는 - 김현주
- 공주의 남자 - 문채원
- 천일의 약속 - 수애

### TV 남자신인연기상
- 오작교 형제들 - 주원 수상
- 반짝반짝 빛나는 - 김동호
- 천일의 약속 - 박유환
- 불굴의 며느리 - 박윤재
- 해를 품은 달 - 여진구

### TV 여자신인연기상
- 오작교 형제들 - 유이 수상
- 드림하이2 - 강소라
- 해를 품은 달 - 김유정
- 신기생뎐 - 임수향
- 천일의 약속 - 정유미

### TV 남자예능상
- 개그 콘서트 - 김준현 수상
- 황금어장- 라디오스타 - 김구라
- 김병만의 정글의 법칙 - 김병만
- 하이킥! 짧은 다리의 역습 - 이종석
- 개그 콘서트 - 최효종

### TV 여자예능상
- 하이킥! 짧은 다리의 역습 - 박하선 수상
- 일요일이 좋다 - 송지효
- 개그 콘서트 - 신보라
- 개그 콘서트 - 정경미
- 강심장 - 정주리

### TV 남자인기상
- 미스 리플리 - 박유천 수상
- 반짝반짝 빛나는 - 김동호
- 내게 거짓말을 해봐 - 강지환
- 천일의 약속 - 김래원
- 해를 품은 달 - 김수현
- 내 마음이 들리니? - 김재원
- 보스를 지켜라 - 김재중
- 공주의 남자 - 박시후
- 천일의 약속 - 박유환
- 불굴의 며느리 - 박윤재
- 브레인 - 신하균
- 해를 품은 달 - 여진구
- 무사 백동수 - 유승호
- 지고는 못살아 - 윤상현
- 나도, 꽃! - 윤시윤
- 나도, 꽃! - 이기광
- 여인의 향기 - 이동욱
- 시티 헌터 - 이민호
- 계백 - 이서진
- 하이킥! 짧은 다리의 역습 - 이종석
- 애정만만세 - 이태성
- 해를 품은 달 - 임시완
- 뿌리깊은 나무 - 장혁
- 로맨스 타운 - 정겨운
- 넌 내게 반했어 - 정용화
- 해를 품은 달 - 정일우
- 드림하이2 - 정진운
- 오작교 형제들 - 주원
- 보스를 지켜라 - 지성
- 무사 백동수 - 지창욱
- 천 번의 입맞춤 - 지현우
- 최고의 사랑 - 차승원
- 동안미녀 - 최다니엘
- 뿌리깊은 나무 - 한석규

### TV 여자인기상
- 넌 내게 반했어 - 박신혜 수상
- 드림하이2 - 강소라
- 최고의 사랑 - 공효진
- 시티 헌터 - 구하라
- 부탁해요 캡틴 - 구혜선
- 여인의 향기 - 김선아
- 해를 품은 달 - 김유정
- 반짝반짝 빛나는 - 김현주
- 공주의 남자 - 문채원
- 시티 헌터 - 박민영
- 드림하이2 - 지연
- 하이킥! 짧은 다리의 역습 - 박하선
- 하이킥! 짧은 다리의 역습 - 백진희
- 로맨스 타운 - 성유리
- 계백 - 송지효
- 천일의 약속 - 수애
- 뿌리깊은 나무 - 신세경
- 오작교 형제들 - 유이
- 내게 거짓말을 해봐 - 윤은혜
- 미스 리플리 - 이다해
- 반짝반짝 빛나는 - 이유리
- 나도, 꽃! - 이지아
- 신기생뎐 - 임수향
- 동안미녀 - 장나라
- 천일의 약속 - 정유미
- 보스를 지켜라 - 최강희
- 지고는 못살아 - 최지우
- 해를 품은 달 - 한가인
- 공주의 남자 - 홍수현
- 내 마음이 들리니? - 황정음
- 드림하이2 - 효린